# Universal Access
Universal Access — компонент операційної системи Mac OS X, який робить більш легким використання комп'ютера для сліпих, глухих та людей з іншими фізичними недоліками.

## Компоненти
Universal Access є панеллю налаштувань в додатку System Preferences. Вона містить чотири субкомпоненти, кожен з яких забезпечує різні налаштування.

### Seeing
- Включення\Виключення збільшення екрану
- Інверсія кольорів
- Перетворення виводу дисплея на зображення з відтінків сірого
- Підвищення контрасту
- Включення доступу до Допоміжних Пристроїв
- Включення перетворення тексту в мову для Universal Access Preferences

### Hearing
- Підсвітлювати екран коли програється звук попередження
- Зробити тихіше\голосніше

### Keyboard
- Липкі клавіши (Послідовність клавіш-модифікаторів трактується як комбінація клавіш)
- Повільні клавіши (Затримка між натисканням клавіш)

### Mouse
- Миша на клавішах (Mouse Keys) - (використання цифрової клавіатури для керування графічним курсором)
- Затримка курсора миші
- Максимальна швидкість курсора миші
- Збільшення курсора миші